# Magnetar

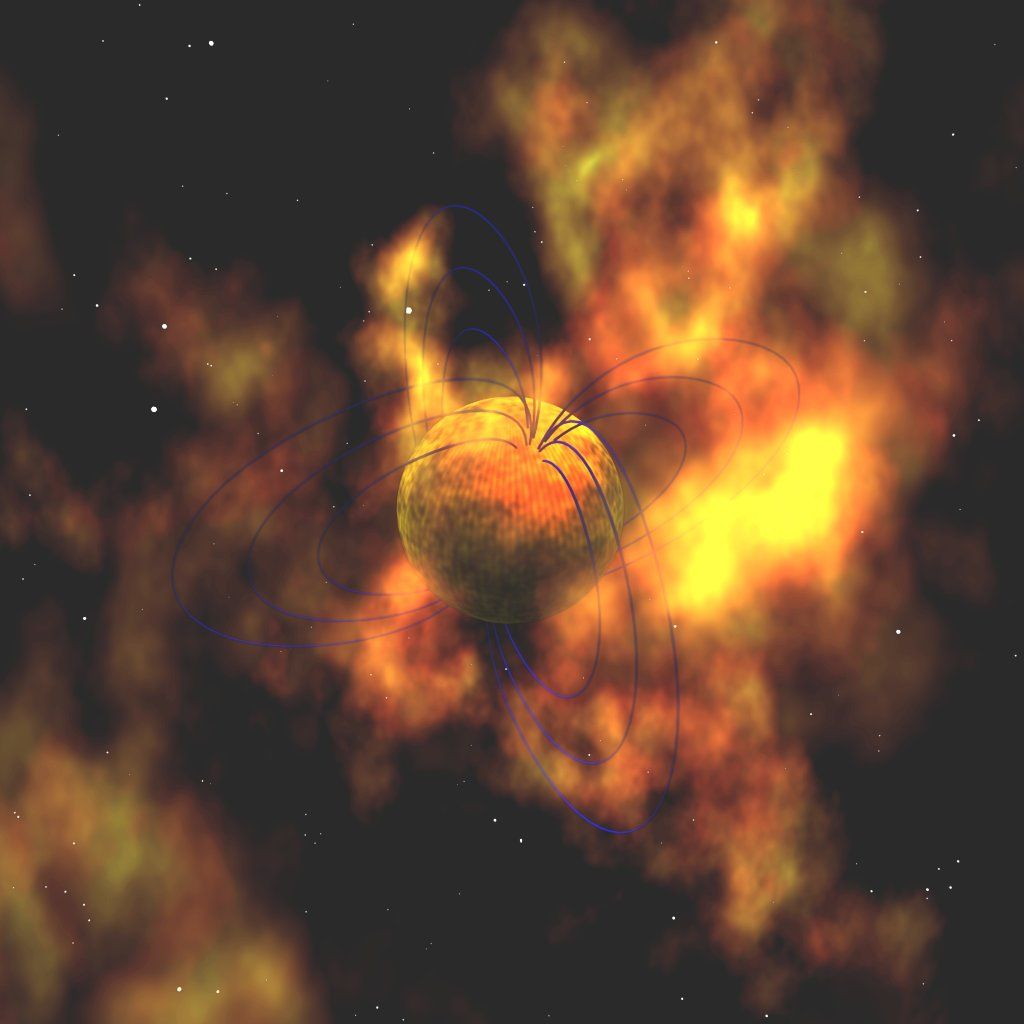
Vyrenderovaný koncept magnetaru se zvýrazněnými siločarami supersilného magnetického pole.

Magnetar je neutronová hvězda s extrémně silným magnetickým polem. Rozpad nestabilní kůry doprovází mohutné emise vysokoenergetického elektromagnetického záření, především rentgenového a gama záření.
Teoreticky tyto objekty předpověděli Robert Duncan a Christopher Thompson v roce 1992. Během následujícího desetiletí byla magnetarová hypotéza široce akceptována jako možné fyzikální vysvětlení pozorovaných objektů jako jsou SGR (Soft gamma repeater – zdroj opakovaných záblesků měkkého gamma záření) a AXP (Anomalous X-Ray Pulsar – nepravidelný zábleskový zdroj rentgenového záření).
První magnetar detekovala v roce 1998 Chryssa Kouveliotou z Marshallova kosmického letového centra v NASA.

## Vývoj magnetaru
Když se supernova zhroutí do neutronové hvězdy, síla jejího magnetického pole dramaticky vzroste. Duncan a Thompson vypočítali, že magnetické pole neutronové hvězdy, běžně dosahující ohromných 108 T, může za jistých okolností narůst ještě více, na více než 1011 T. Takovou vysoce magnetickou neutronovou hvězdu nazýváme magnetar.
Ve vnějších vrstvách magnetaru, které se skládají z plazmatu těžkých prvků (většinou železa), může tlak vzrůst natolik, že to vede k „hvězdotřesení.“ Energie těchto seismických vibrací je extrémně vysoká a má za následek záblesk rentgenového a gama záření (gama záblesk). Astronomové takové objekty znají jako SGR.
Odhaduje se, že asi desetina explozí supernovy vyústí v magnetar a ne v obvyklejší neutronovou hvězdu nebo pulsar. To se stává, jen pokud má hvězda rychlou rotaci a silné magnetické pole, ještě než vybuchne jako supernova. Předpokládá se, že magnetické pole magnetaru způsobuje konvekcí řízené dynamo horké neutronové hmoty z jádra hvězdy, které začne fungovat asi v prvních 10 sekundách života neutronové hvězdy. Pokud neutronová hvězda na počátku rotuje stejně rychle, jako je perioda konvekce, asi deset milisekund, mohou konvekční proudy působit globálně a přenášet významné množství své kinetické energie do energie magnetického pole. U pomaleji rotujících neutronových hvězd se konvekční proudy formují jen místně.
Život magnetaru jako SGR je krátký: energie vydávaná explozemi při hvězdotřesení zpomaluje rotaci (způsobuje, že magnetary rotují mnohem pomaleji než jiné neutronové hvězdy srovnatelného věku) a oslabuje magnetické pole, takže hvězdotřesení asi po 10 000 letech utichnou. Hvězda pak ještě vyzařuje rentgenové paprsky a změní se tak v objekt nazývaný astronomy AXP. Po dalších 10 000 letech přestane vydávat i tyto záblesky. Na počátku svého života je však zdrojem obrovských vzplanutí, z nichž některá byla přímo pozorována, např. SGR 1806-20 27. prosince 2004, a s růstem přesnosti dalekohledů se očekává zaznamenání mnoha dalších.
K prosinci 2022 byly známy 24 magnetary a 6 nepotvrzených kandidátů (12 + 4 SGR a 12 + 2 AXP).

## Vliv supersilných magnetických polí
Magnetické pole přes 10 GT je dost silné, aby smazalo data z kreditní karty z poloviny vzdálenosti Měsíce od Země. Malý neodymový magnet má pole kolem 1 T, Země má geomagnetické pole 30-60 mikrotesla a většinu záznamových médií lze vymazat polem 1 militesla.
Magnetické pole magnetaru by bylo smrtelné na vzdálenost do 1000 km kvůli deformaci atomů v živé hmotě.